# Bound for Glory (2019)
Cet article concerne l'édition 2019 du pay-per-view Bound for Glory. Pour toutes les autres éditions, voir TNA Bound for Glory.
L'édition 2019 de Bound for Glory est une manifestation de catch professionnel télédiffusée et visible uniquement en paiement à la séance. L'événement, produit par Impact ! Wrestling, a eu lieu le 20 octobre 2019 à l'Odeum Expo Center de Villa Park dans l'Illinois.

## Contexte
Les spectacles de Impact ! Wrestling en paiement à la séance sont constitués de matchs aux résultats prédéterminés par les scénaristes de la TNA. Ces rencontres sont justifiées par des storylines - une rivalité avec un catcheur, la plupart du temps - ou par des qualifications survenues dans les émissions de la TNA telles que TNA Xplosion et TNA Impact!. Tous les catcheurs possèdent une gimmick, c'est-à-dire qu'ils incarnent un personnage face (gentil), heel (méchant) ou tweener (neutre, apprécié du public), qui évolue au fil des rencontres. Un pay-per-view comme Bound for Glory est donc un évènement tournant pour les différentes storylines en cours.

## Tableau des matches
| Ordre par numéros | Résultat                                                                                              | Stipulation(s) | Temps |
| --- | --- | --- | ----- |
| 1P | Madison Rayne bat Shotzi Blackheart                                                                   | Match simple | 6:05  |
| 2P | The Rascalz (Dezmond Xavier, Trey Miguel & Zachary Wentz) battent Dr. Wagner, Jr., Aero Star & Taurus | Six-man tag team match | 6:45  |
| 3 | Eddie Edwards gagne en éliminant en dernier Mahabali Shera                                            | Intergender Call Your Shot gauntlet match où le gagnant pouvait choisir n'importe quel match de championnat de son choix. | 30:00 |
| 4 | Taya Valkyrie (c) (avec John E. Bravo) bat Tenille Dashwood                                           | Match simple pour le TNA Knockouts Championship                                                                           | 11:50 |
| 5 | The North (Ethan Page & Josh Alexander) (c) battent Rich Swann & Willie Mack et Rhino & Rob Van Dam   | Three-way tag team match pour les Impact World Tag Team Championship                                                      | 14:20 |
| 6 | Michael Elgin bat Naomichi Marufuji                                                                   | Match simple | 18:05 |
| 7 | Ace Austin bat Jake Crist (c), Ace Romero, Daga et Tessa Blanchard                                    | Ladder match pour le Impact X Division Championship                                                                       | 17:40 |
| 8 | Moose bat Ken Shamrock                                                                                | Match simple | 10:35 |
| 9 | Brian Cage (c) bat Sami Callihan                                                                      | No Disqualification Match pour le Impact World Championship                                                               | 16:50 |
| La lettre C placée entre parenthèses désigne la personne ou l’équipe championne en titre. P – indique que le match a eu lieu lors du pré-show | | |       |